# Malajsko otočje
Malajski otoki, tudi Malezijski arhipelag (malajsko Kepulauan Melayu, tagaloško Kapuluang Malay, cebuansko Kapupud-ang Malay, javansko Nusantara), je otočje med celinsko Indokino in Avstralijo. Sčasoma so ga poimenovali tudi Malajski svet, Nusantara, Vzhodna Indija, Indoavstralski arhipelag, Dišavni otoki ipd. Ime je bilo prevzeto iz evropskega koncepta malajske rase iz 19. stoletja, ki je kasneje temeljil na razširjenosti avstronezijskih jezikov.
Otočje z več kot 25.000 otoki in otočki, ki leži med Indijskim in Tihim oceanom, je po površini največje otočje in četrto po številu otokov na svetu. Vključuje Brunej, Vzhodno Malezijo, Vzhodni Timor, Indonezijo, Papuo Novo Gvinejo in Filipine. Izraz je v veliki meri sinonim za Pomorsko jugovzhodno Azijo.

## Etimologija in terminologija
Izraz izhaja iz evropskega koncepta 'malajske rase' (avstronezijska ljudstva), rasnega koncepta, ki so ga predlagali evropski raziskovalci na podlagi opazovanja vpliva etničnega malajskega imperija, Šrividžaja (malajsko Sri Vijaya ali Sriwijaya), ki je temeljil na otoku Sumatra, Indonezija. Vendar Malajsko otočje ne vključuje vseh otokov, na katerih živi malajska rasa, kot sta Madagaskar in Tajvan in otoke, naseljene z Melanezijci, kot so Moluki in Nova Gvineja.
Naravoslovec iz 19. stoletja Alfred Wallace je izraz 'Malajski arhipelag' uporabil kot naslov svoje vplivne knjige (The Malay Archipelago), ki dokumentira študij o tej regiji. Wallace je to območje označil tudi za 'indijski arhipelag' in 'indoavstralski arhipelag'. Zaradi fiziografskih podobnosti je znotraj regije vključil Salomonove otoke in Malajski polotok. Kot je opozoril Wallace,  obstajajo argumenti za izključitev Papue Nove Gvineje iz kulturnih in geografskih razlogov: Papua Nova Gvineja se kulturno precej razlikuje od drugih držav v regiji in geološko ni del azijske celine, kot otoki Sundskega šelfa so (glej Avstralija).
Otočje se je od konca 16. stoletja in v celotni evropski kolonialni dobi imenovalo Vzhodna Indija. Še vedno ga včasih omenjajo kot takega [4], vendar so širše rabe izraza 'Vzhodna Indija' vključevale Indokino in indijsko podcelino. Območje se v indonezijskem jeziku imenuje Nusantara  Območje se imenuje tudi indonezijski arhipelag. Izraz Pomorska jugovzhodna Azija je večinoma sinonim, ki zajema tako otoke v jugovzhodni Aziji kot bližnje otoške skupnosti, kakršne najdemo na Malajskem polotoku.

### Insulindija
Insulindija je nekoliko arhaičen geografski izraz za Pomorsko jugovzhodno Azijo, ki se včasih razteza celo do Avstralije. Pogostejši v portugalščini in španščini se včasih uporablja tudi v umetnostni zgodovini ali antropologiji za opis vmesnega območja med kulturami Oceanije in jugovzhodne Azije.
Insulindija se uporablja kot geopolitični izraz v akademskih razpravah o nekdanjih evropskih kolonialnih posestih v Pomorski jugovzhodni Aziji, zlasti o nizozemski Vzhodni Indiji in portugalski Vzhodni Indiji (portugalska Insulindija) , tako kot nekdanje francoske kolonialne posesti v Jugovzhodni Aziji še vedno imenujejo Francoska Indokina. Uporablja se tudi za opis in lociranje kitajske kulturne diaspore (insulindian Chinese) po otokih jugovzhodne Azije.

## Geografija
Kopensko in morsko območje arhipelaga presega 2 milijona km2. Več kot 25.000 otokov arhipelaga obsega veliko manjših otočij.
Glavne otoške skupine v Indonezijskem otočju so Moluki, Nova Gvineja in Sundski otoki. Sundski otoki zajemajo dve otoški skupini: Velike Sundske in Male Sundske otoke.
Glavne otoške skupine v Filipinskem otočju so Luzon, Mindanao in Visajanski otoki.
Sedem največjih otokov so: Nova Gvineja, Borneo, Sumatra, Sulavesi in Java v Indoneziji; ter Luzon in Mindanao v Filipinih.
Geološko gledano je otočje eno najbolj aktivnih vulkanskih regij na svetu. Ima veliko aktivnih vulkanov, zlasti na Javi, Sumatri in v regiji Malih Sundskih otokov, kjer je večina vulkanov visokih nad 3000 m. Posledica tektonskega dviganja so tudi visoke gore, vključno z najvišjo Kinabalu v državi Sabah v Maleziji, z višino 4095,2 m in Puncak Džaja na Papui v Indoneziji s 4884 m. Druge visoke gore v otočju so še Puncak Mandala v Indoneziji na 4760 m in Puncak Trikora v Indoneziji s 4750 m.
Podnebje na celotnem otočju je zaradi svojega položaja ob ekvatorju tropsko.

### Biogeografija
Wallace je izraz Malajsko otočje uporabil kot naslov svoje vplivne knjige, ki dokumentira njegov študij v regiji. Predlagal je tako imenovano  Wallaceovo linijo, mejo, ki je ločevala rastlinstvo in živalstvo Azije in Avstralije. Mejo ledene dobe so tvorile globoke ožine med Borneom in Sulavezijem in skozi Lomboški preliv med Balijem in Lombokom. To se zdaj šteje za zahodno mejo prehodnega Wallaceaovega območja med zoogeografskimi regijami Azije in Avstralije. Območje ima mešanico vrst azijskega in avstralskega izvora ter lastne endemične vrste.

### Seznam otokov
Glavna otočja in otoki so:
- Indonezijsko otočje
  - Moluki
  - Nova Gvineja
  - Sundski otoki
    - Veliki Sundski otoki
      - Borneo
      - Java
      - Sulavezi
      - Sumatra

    - Mali Sundski otoki
      - Alor
      - Bali
      - Otoki Barat Daya
      - Flores
      - Komodo
      - Lombok
      - Sumba
      - Sumbava
      - Tanimbarski otoki
      - Timor
- Filipinsko otočje
  - Luzon
  - Mindanao
  - Visajanski otoki

## Demografija

### Prebivalstvo
V regiji živi več kot 380 milijonov ljudi, od tega je 10 najbolj naseljenih otokov:
1. Java (141.000.000)
2. Sumatra (50.180.000)
3. Luzon (48.520.774)
4. Mindanao (21.902.000)
5. Borneo (21.258.000)
6. Sulavesi (21.258.000)
7. Nova Gvineja (11.306.940)
8. Singapur (5.638.700)
9. Negros (4.414.131)
10. Panay (4.302.634)

### Jezik in religija
Tam živijo večinoma avstronezijske podskupine in temu primerno govorijo zahodni malajsko-polinezijski jezik. Glavne religije v tej regiji so islam (62 %), krščanstvo (33 %), pa tudi budizem, hinduizem, taoizem in tradicionalne ljudske religije.

### Kultura
Kulturno gledano je regija pogosto videti kot del Daljnje Indije ali Velike Indije – indijanizirane države v jugovzhodni Aziji, kot tudi Otočna jugovzhodna Azija.